# 游河沟水库
游河沟水库是中国湖北省随州市境内的一座水库，位于淮河支流游河沟上，建于1978年。水库正常库容为1299万立方米，集雨面积为28.6平方千米，海拔为76.7米。